# QRpedia
QRpedia — заснована на базі мобільного Інтернету система QR-кодів для надання користувачам статей Вікіпедії рідною мовою.
QR-коди можуть легко генеруватись безпосередньо на будь-який уніфікований ідентифікатор ресурсів (URI). Початковий код проєкту вільний і може багаторазово використовуватися на основі ліцензії MIT.
QRpedia була задумана Роджером Бамкіним, головою Wikimedia Великої Британії і запроваджена у квітні 2011 року. Використовується зокрема у музеях Великої Британії, США та Іспанії.
У 2013 році Вікімедіа Україна разом із Одеса 2.0 зробили таблички QRpedia в Одесі.

## Процес

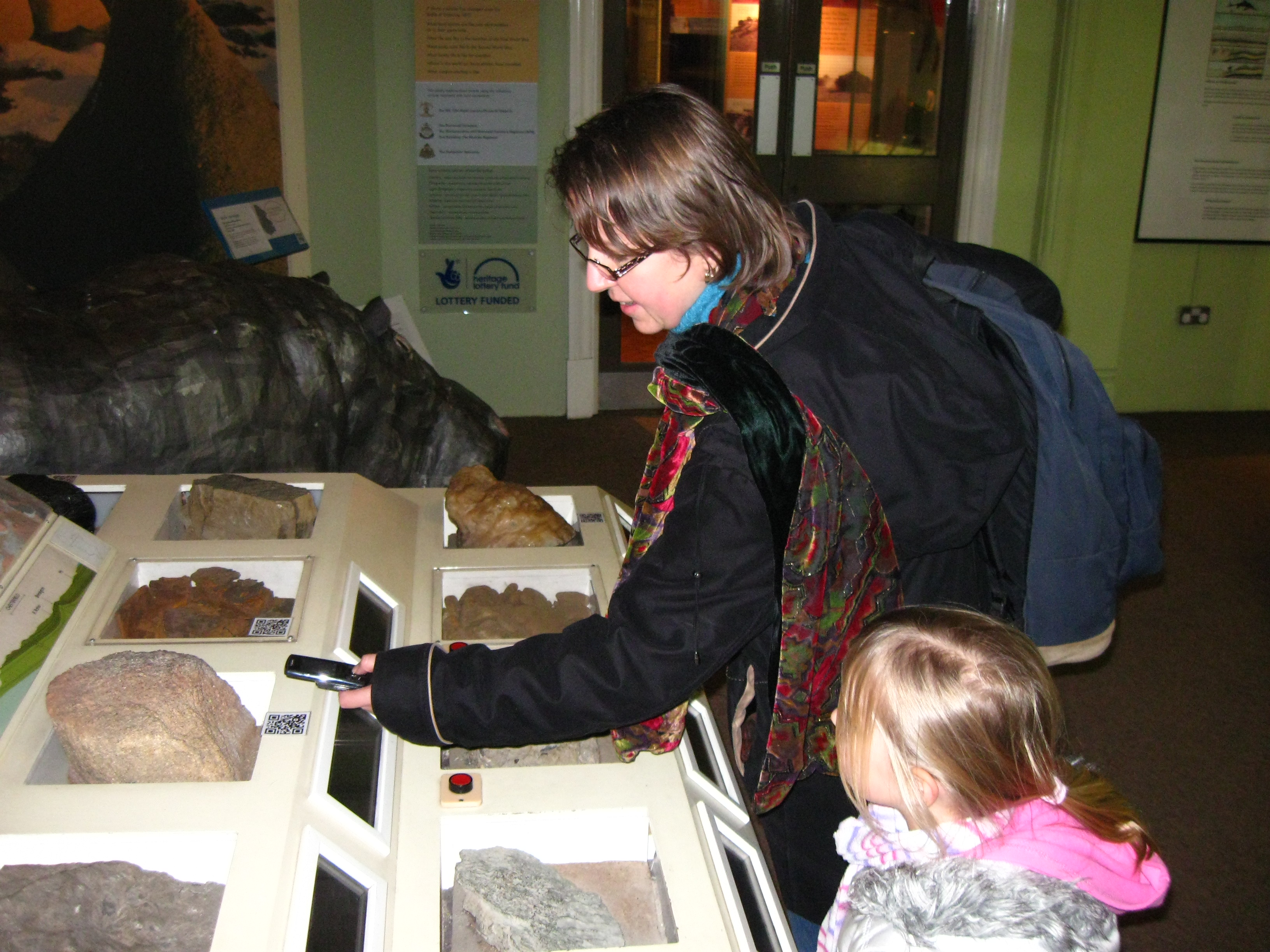
Відвідувач Музею Дербі сканує мобільним телефоном QR-код QRpedia

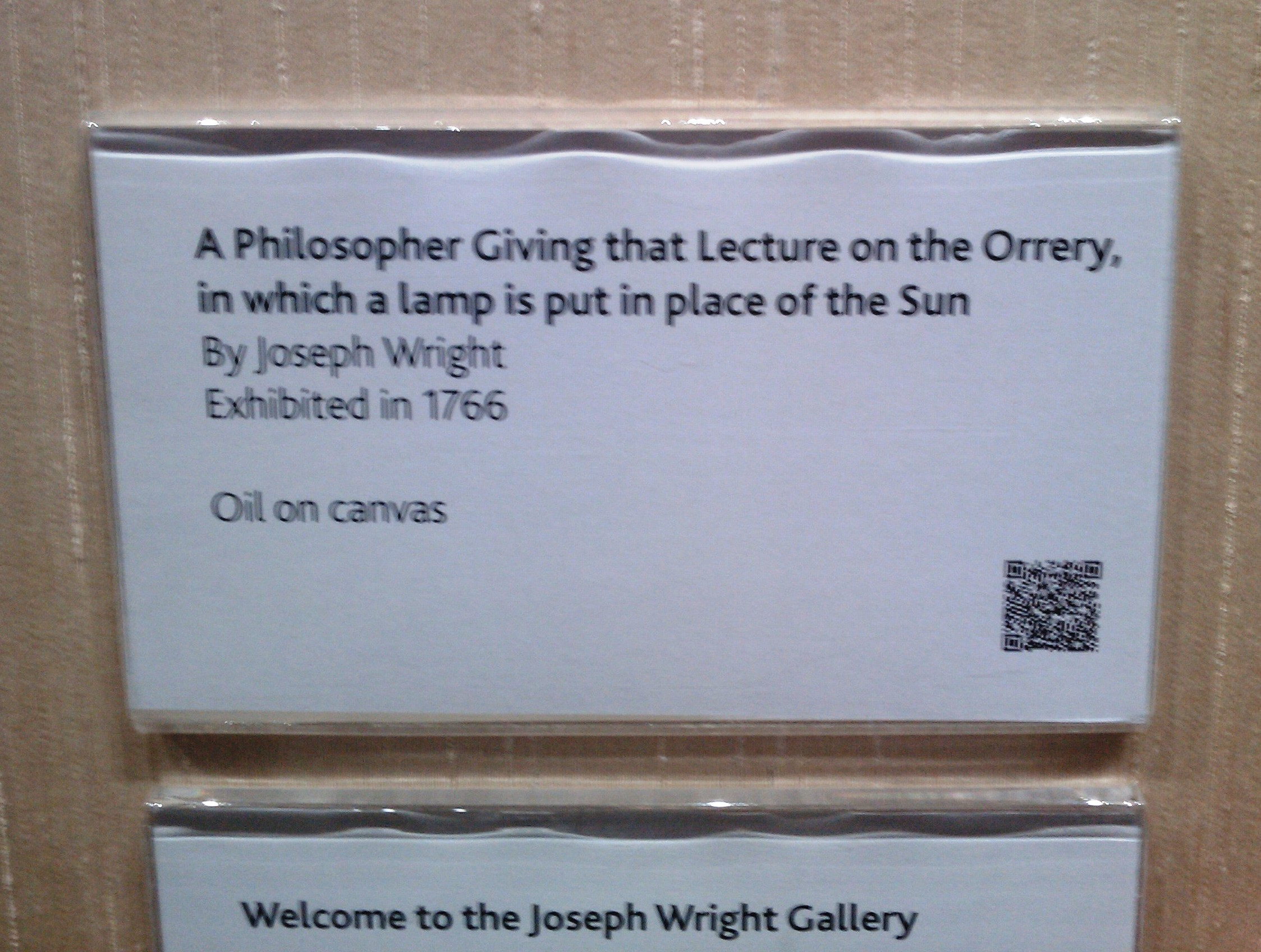
QRpedia код для статті «Філософ, що пояснює модель Сонячної системи» У Музеї Дербі.

Під час сканування мобільний пристрій декодує QR-код в URL-посилання, використовуючи доменне ім'я «qrwp.org» та указуючи на назву статті Вікіпедії, а також надсилає запит на статтю на вебсервер QRpedia з мовними налаштуваннями пристрою.
Сервер QRpedia потім використовує API Вікіпедії, щоб визначити, чи є версія зазначеної статті Вікіпедії мовою пристрою, і якщо так, то повертає її в мобільному форматі. Якщо немає версії статті обраною мовою, то сервер QRpedia здійснює пошук назви статті у Вікіпедії іншою мовою і видає результат.
Таким чином, один QR-код може запропонувати одну й ту ж саму статтю багатьма мовами, навіть якщо музей не в змозі забезпечити власними перекладами.
Коди зчитують популярні портативні пристрої з програмним забезпеченням, переважно мобільні телефони (смартфони) і планшети.
QRpedia також веде облік відвідування статей.

## Походження

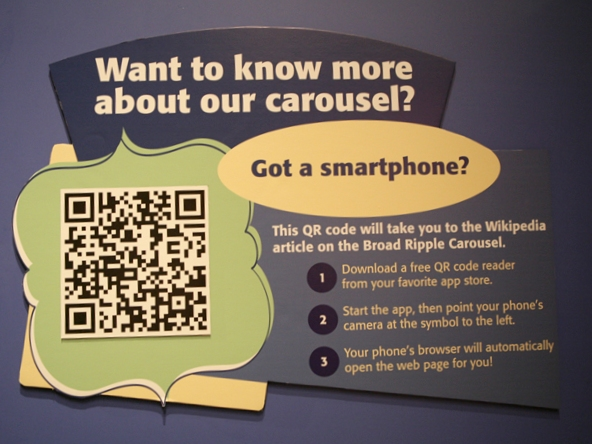
Код QRpedia, за яким можна отримати інформацію про Карусель Дитячого музею Індіанаполіса

QRpedia була задумана Роджером Бамкіним, головою Вікімедіа Великої Британії, і Теренсом Едемом, консультантом з мобільного Інтернету, і була представлена 9 квітня 2011 року під час заходу Backstage Pass як спільний проєкт Музею і художньої галереї Дербі і Вікіпедії, у рамках якого було створено понад 1200 статей Вікіпедії кількома мовами.
Назва системи складається з QR від англ. Quick Response (швидка відповідь або відгук) і –pedia від Wikipedia.

## Впровадження
Станом на березень 2012 року QRpedia використовують
- Дитячий музей Індіанаполіса[2][11]
- Музей та художня галерея Дербі[5]
- фонд Жоана Міро[5][12], включаючи пересувну виставку галереї Тейт[5].
- Національний архів Великої Британії[13][14]
- Валлійське місто Монмут, в рамках проєкту MonmouthpediA[15]
- Церква Святого Павла (Бірмінгем)
- Софійський зоопарк у Болгарії[16]
- Національний обчислювальний музей[17]
- Каплиця Діви Марії та Ангелів в Сіднеї
- Виставка Хосепа Кости Собрепера.

В Україні QRpedia була впроваджена в Одесі у 2013 році.

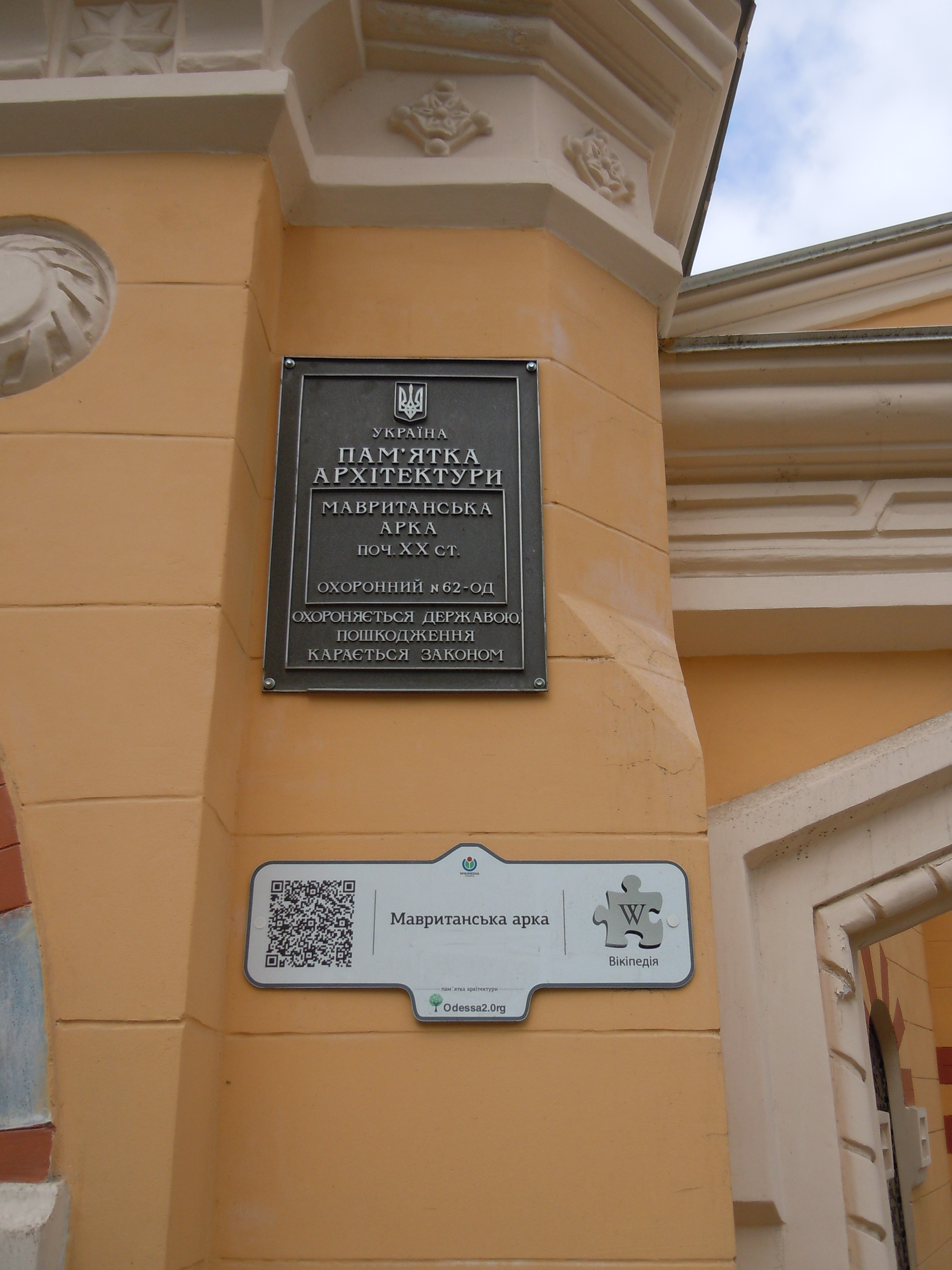
Мавританська арка, Одеса, Французький бул., 17, 2014 рік
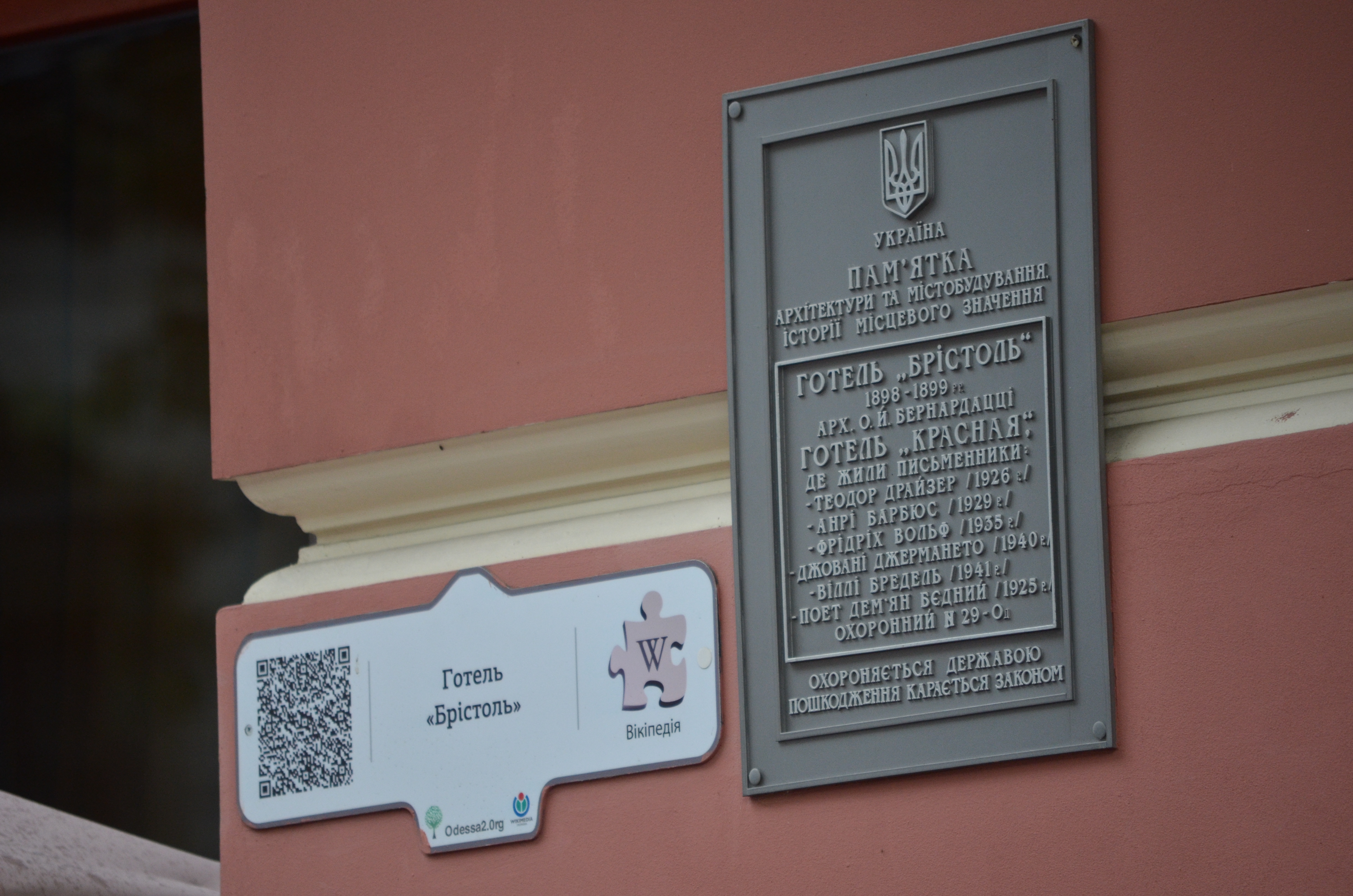
QRpedia в Одесі. Готель «Брістоль». 2014 рік.
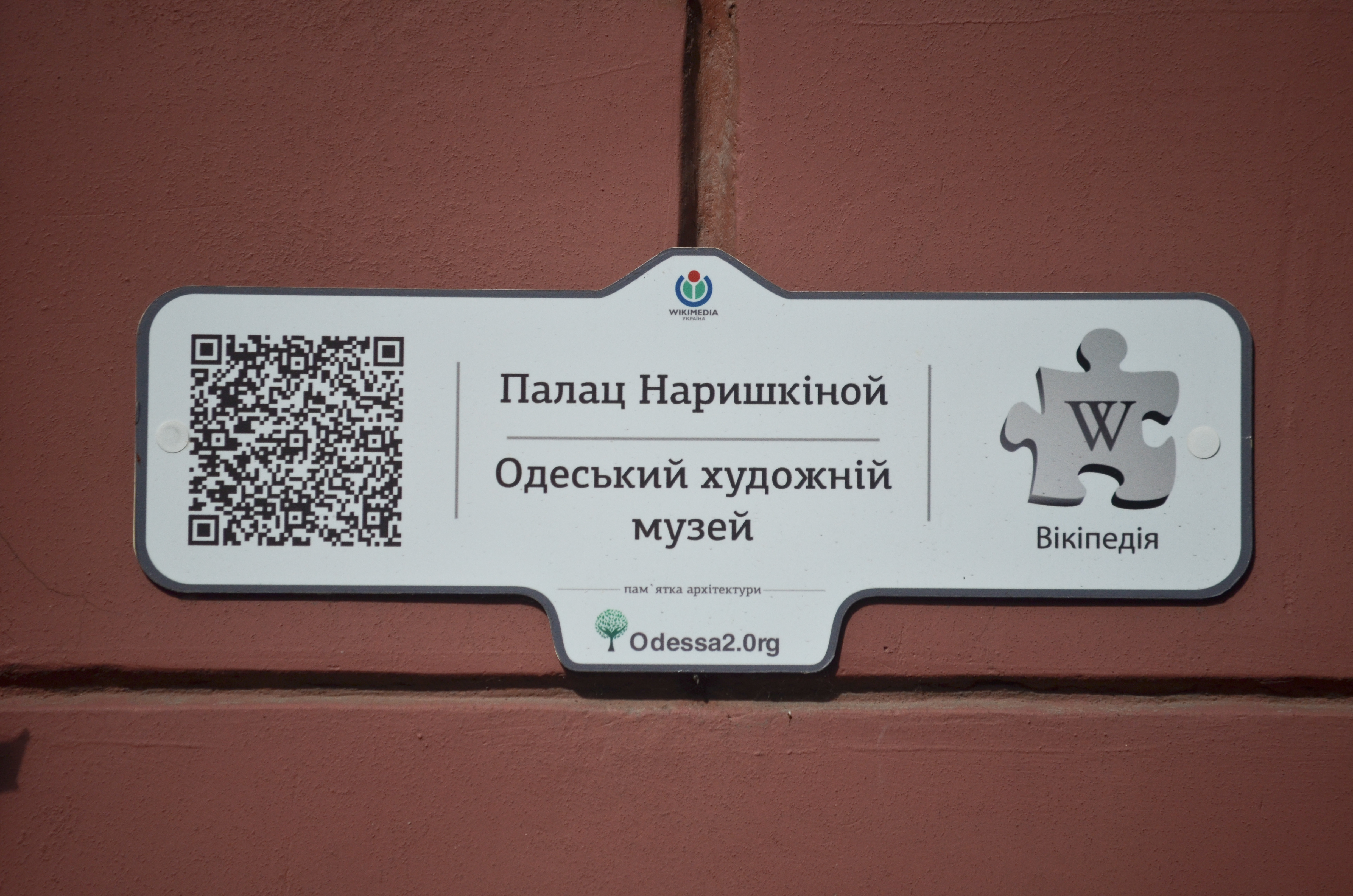
Одеський художній музей, колишній палац Потоцьких